# Василько Ростиславич
Васи́лько Ростисла́вич (около 1066 — 1124) — князь теребовльский с 1085 года. Младший, третий сын Ростислава Владимировича Тмутараканского от брака с дочерью венгерского короля Белы I, имя которой не сохранилось. Ослеплённый князем Давыдом 

## Ранние годы
По смерти отца в 1067 году вместе со старшими братьями Рюриком и Володарем был изгнан из Тмутаракани.
В 1080-х годах Ростиславичи претендовали на Владимир-Волынский, в 1084 году завладели им, но киевский князь Всеволод Ярославич (1076—1077, 1078—1093) выгнал их оттуда, дав братьям-изгоям Перемышль, Теребовль и Звенигород. С этого момента и образовались Перемышльское, Звенигородское и Теребовлянское княжества.
По гипотезе В. Г. Васильевского, в 1091 году Василько вместе с половецкими ханами Боняком и Тугорканом оказал помощь Византии в войне с печенегами. Предположение основано на фрагменте из книги Анны Комнины «Алексиада»: «к … императору прибыли на подмогу перебежчики — около пяти тысяч храбрых и воинственных жителей горных областей», — допускающего и иные самые разнообразные трактовки (участие болгар, влахов и т. д.). В начале 1090-х годов Василько действительно совершал дальние походы вместе со своими половецкими союзниками, в частности, в 1092 году ходил войной на Польшу. Внешнеполитические амбиции Василька в то время были значительны, а сфера его интересов простиралась вплоть до Болгарии: известно, что он «хотел захватить болгар дунайских и посадить их у себя».
В 1097 году принимал участие в Любечском съезде князей.

## Ослепление и война за западные волости
В 1097 году принимал участие в Любечском съезде князей. После его окончания был по приказу киевского князя Святополка Изяславича (1093—1113) и по наговору волынского князя Давыда Игоревича захвачен и ослеплён предположительно в селе Звенигороде возле Киева. Вот как описывает это злодеяние историк Н. И. Костомаров:

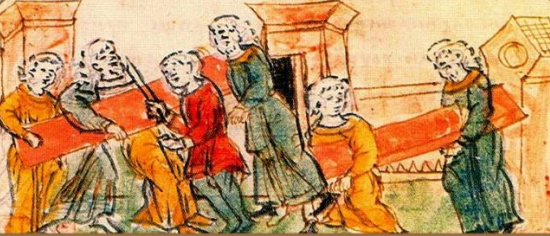
Ослепление Василька. Миниатюра из Радзивилловской летописи, XV век

«В следующую ночь Василька повезли в оковах в Белгород, ввели в небольшую избу. Василько увидел, что ехавший с ним торчин стал точить нож, догадался в чём дело, начал кричать и взывать к Богу с плачем. Вошли двое конюхов: один Святополков, по имени Сновид Изечевич, другой Давидов — Дмитрий; они постлали ковёр и взялись за Василька, чтобы положить его на ковёр. Василько стал с ними бороться; он был силён; двое не могли с ним справиться; подоспели на помощь другие, связали его, повалили и, сняв с печи доску, положили на грудь; конюхи сели на эту доску, но Василько сбросил их с себя. Тогда подошли ещё двое людей, сняли с печи другую доску, навалили её на князя, сами сели на доску и придавили так, что у Василька затрещали кости на груди. Вслед за тем торчин Беренда, овчар Святополка, приступил к операции: намереваясь ударить ножом в глаз, он сначала промахнулся и порезал Васильку лицо, но потом уже удачно вынул у него оба глаза один за другим. Василько лишился чувств. Его взяли вместе с ковром, на котором он лежал, положили на воз и повезли дальше по дороге во Владимир».

Эти события послужили причиной очередной княжеской усобицы. Давыд попытался завладеть Теребовлем, за отечество и сделал им много зла… Зная, что идут ко мне союзные Торки, Берендеи, Половцы и Печенеги, я думал в своей надменности: «Теперь скажу брату Володарю и Давиду: дайте мне только свою младшую дружину; а сами пейте и веселитесь. Зимою выступлю, летом завоюю Польшу… достигну славы или положу голову за Русскую землю».

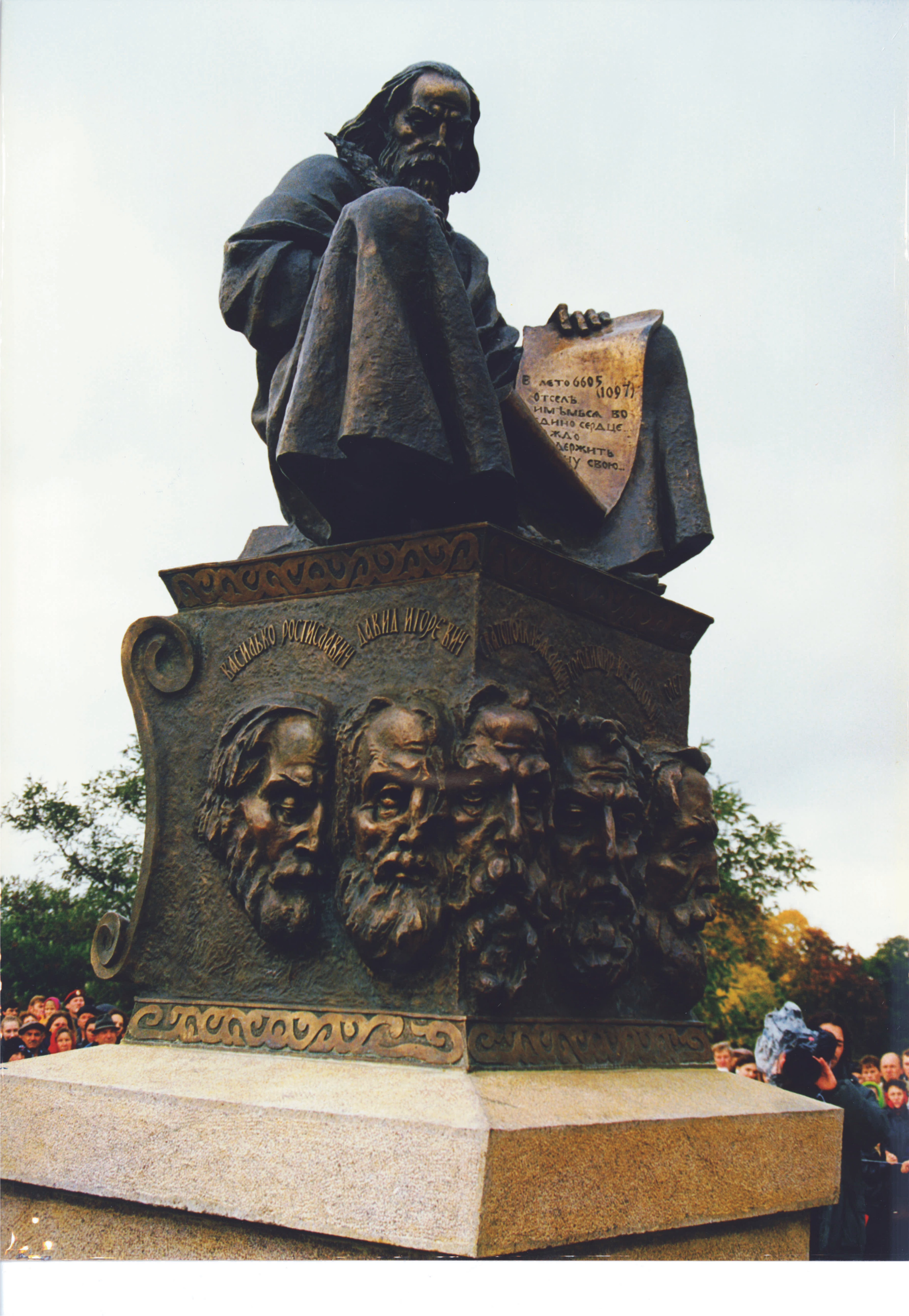
Г. А. Ершов. Любечский съезд изображение Василько Ростиславича среди князей на памятнике 900 - летия съезда князей в Любече.

В пользу этой версии могут служить последующие события 1099 года, когда Давыд, преследуемый князьями, бежал в Польшу и искал защиты у польского короля, который, взяв 50 гривен золота, расположился станом на Буге. После переговоров с Великим Князем Святополком он советовал Давыду возвратиться в свою область, ручаясь за его безопасность.
В 1099 году Василько вместе с братом Володарем разгромил отряды князей Святополка Изяславича и Святослава Давыдовича в битве на Рожном поле (к западу от города Золочев на современной Львовщине). Святополк направил своего сына Ярослава в Венгрию просить короля Кальмана I атаковать земли Володаря. Посольство увенчалось успехом, король лично возглавил войско, подошедшее к Перемышлю. Однако на реке Вагре, недалеко от Перемышля, с помощью половецкого хана Боняка и изгнанного из Владимира Давыда Игоревича Ростиславичи нанесли венграм сокрушительное поражение.
После окончания активных боевых действий в 1100 году князья Святополк, Владимир, Олег и Давыд (Святославич), собравшиеся на совет в Уветичах, отправили Володарю послов со словами: «Возьми брата своего Василька к себе, и будет вам одна волость — Перемышль. И если то вам любо, то сидите там оба, если же нет, то отпусти Василька сюда, мы его прокормим здесь. А холопов наших выдайте и смердов». Братья «не послушали этого». О том, на каких условиях в итоге был заключен мир, неизвестно, но Василько оставался князем теребовльским до самой смерти.

## Последующие годы
В 1117 году Василько был союзником великого князя Владимира Мономаха (1113—1125) в войне с волынским князем Ярославом Святополчичем, а в 1123 году — союзником Ярослава Святополчича, помогая ему в борьбе с сыном Мономаха, новым волынским князем Андреем Добрым.
Возможно, являлся основателем города Василев на Днестре.

## Дети
- Иван Василькович (ум. 1141), последний князь теребовльский.
- Ростислав Василькович (ум. между 1127 и 1141)[10], упоминается лишь В. Н. Татищевым.
- дочь, с 1142 года замужем за Вратиславом, князем Брненским.

## Галерея

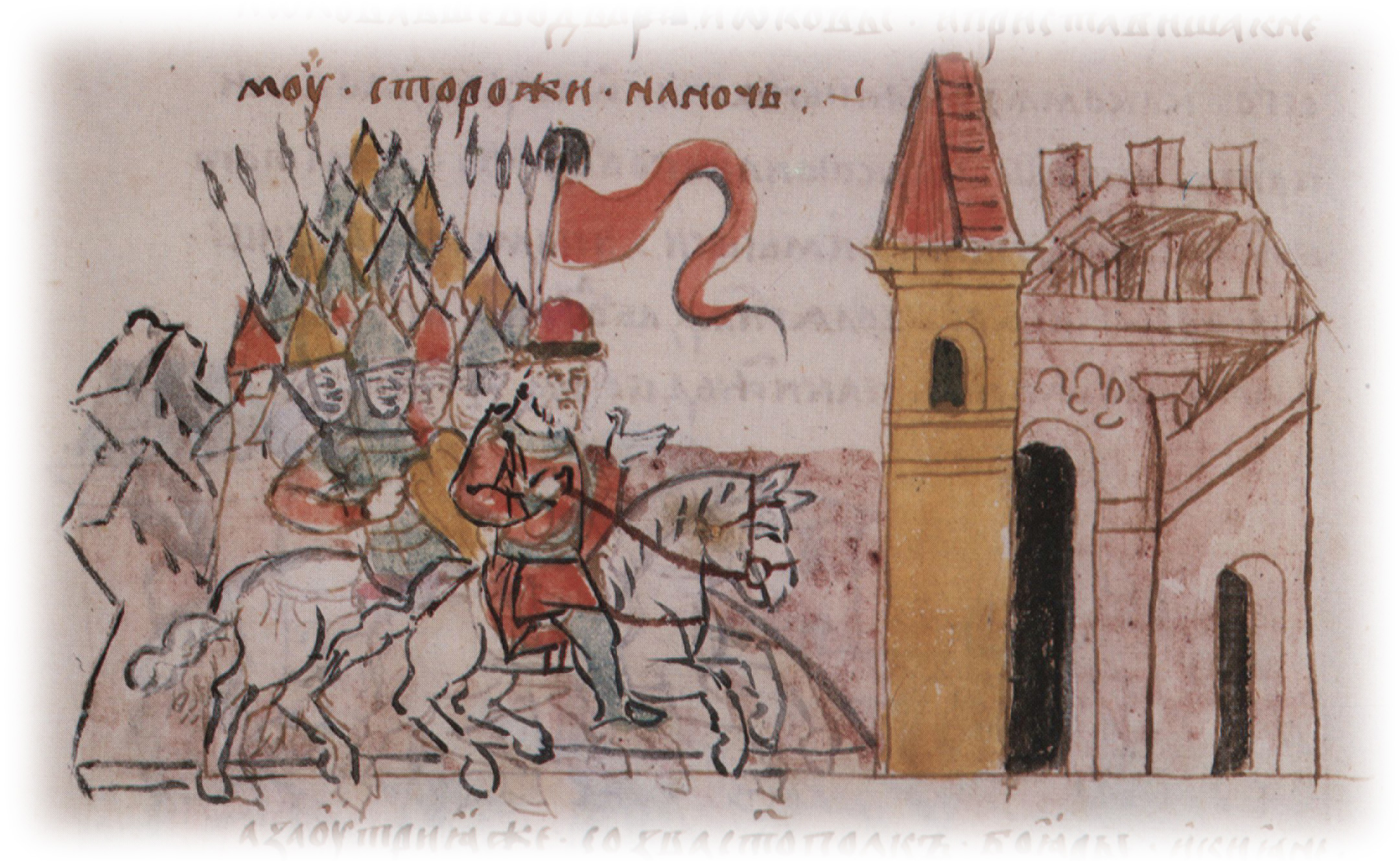
Приезд Василька Ростиславича Теребовльского на двор Святополка Изяславича Киевского
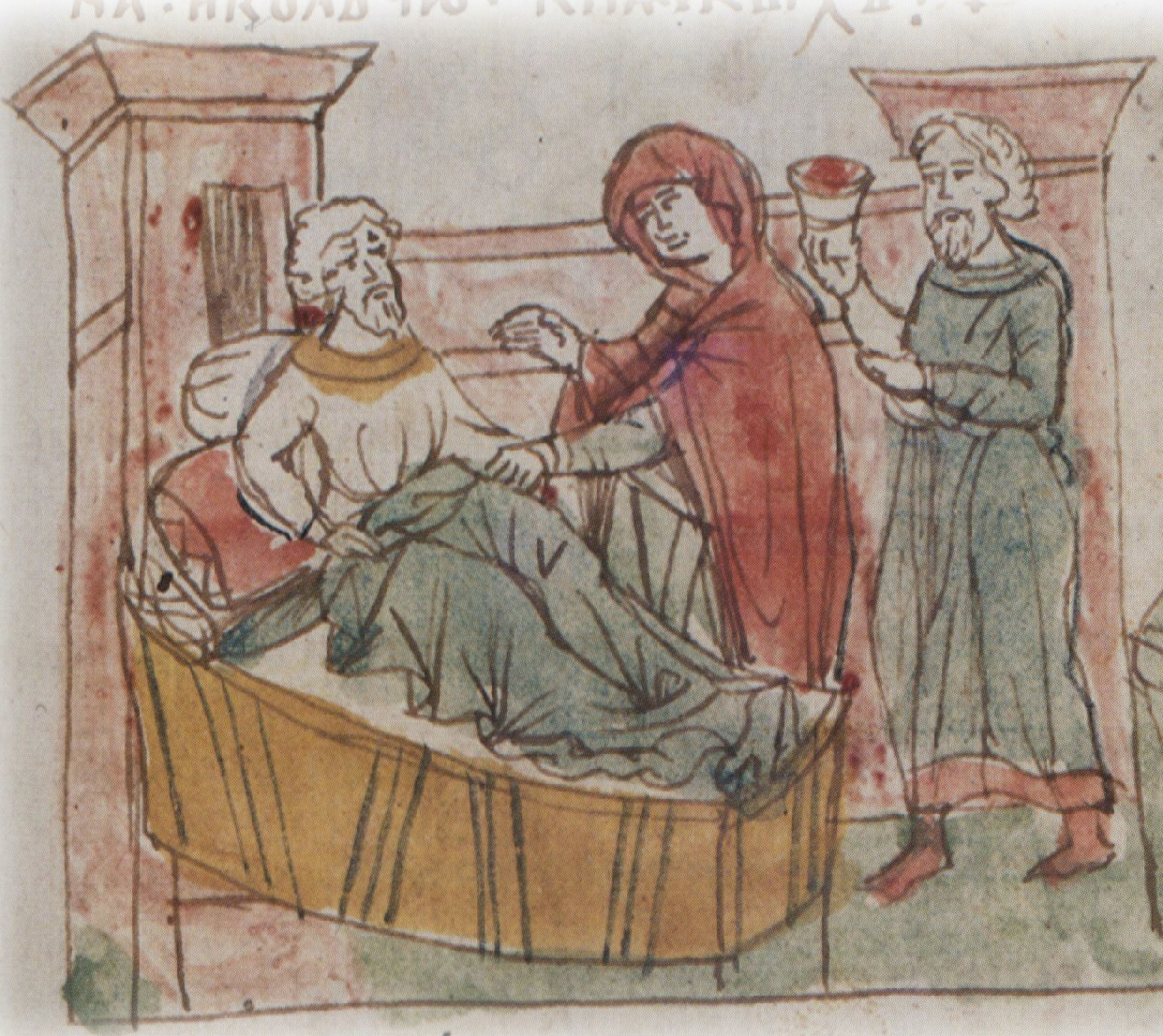
Возвращение сознания к Васильку Ростиславичу Теребовльскому в Звиждене
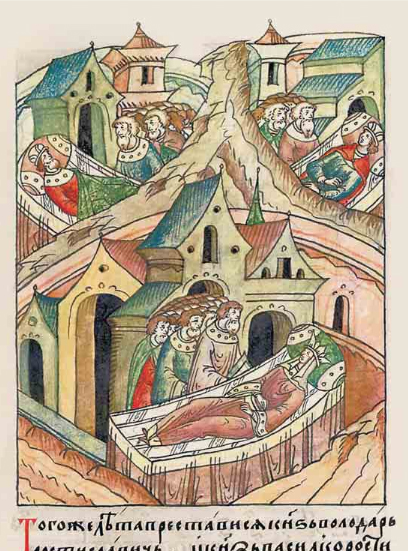
Смерть Володаря и Василько Ростиславичей. Лицевой летописный свод

## В литературе
- Одоевский, Александр Иванович. Поэма «Василько» (1827—1830).
- Сидор Воробкевич. Историческая драма в 4-х действиях «Василько Ростиславович — князь Теребовли» (1884).
- Крупа, Лев Николаевич. Историческая драма «Василько — князь Теребовельський» (1993).
- Суриков, Иван Захарович. Поэма «Василько».